# فیلیپ اشورث
فیلیپ اشورث (انگلیسی: Philip Ashworth؛ زادهٔ ۱۴ آوریل ۱۹۵۳) بازیکن فوتبال اهل بریتانیا است.
از باشگاه‌هایی که در آن بازی کرده‌است می‌توان به باشگاه فوتبال پورتسموث، باشگاه فوتبال وورکینگتون ای. اف. سی، باشگاه فوتبال بلکبرن روورز، باشگاه فوتبال اسکانتورپ یونایتد، باشگاه فوتبال ای‌اف‌سی بورنموث، باشگاه فوتبال روچدیل، و باشگاه فوتبال ساوتپورت اشاره کرد.